# Schloss Burgberg

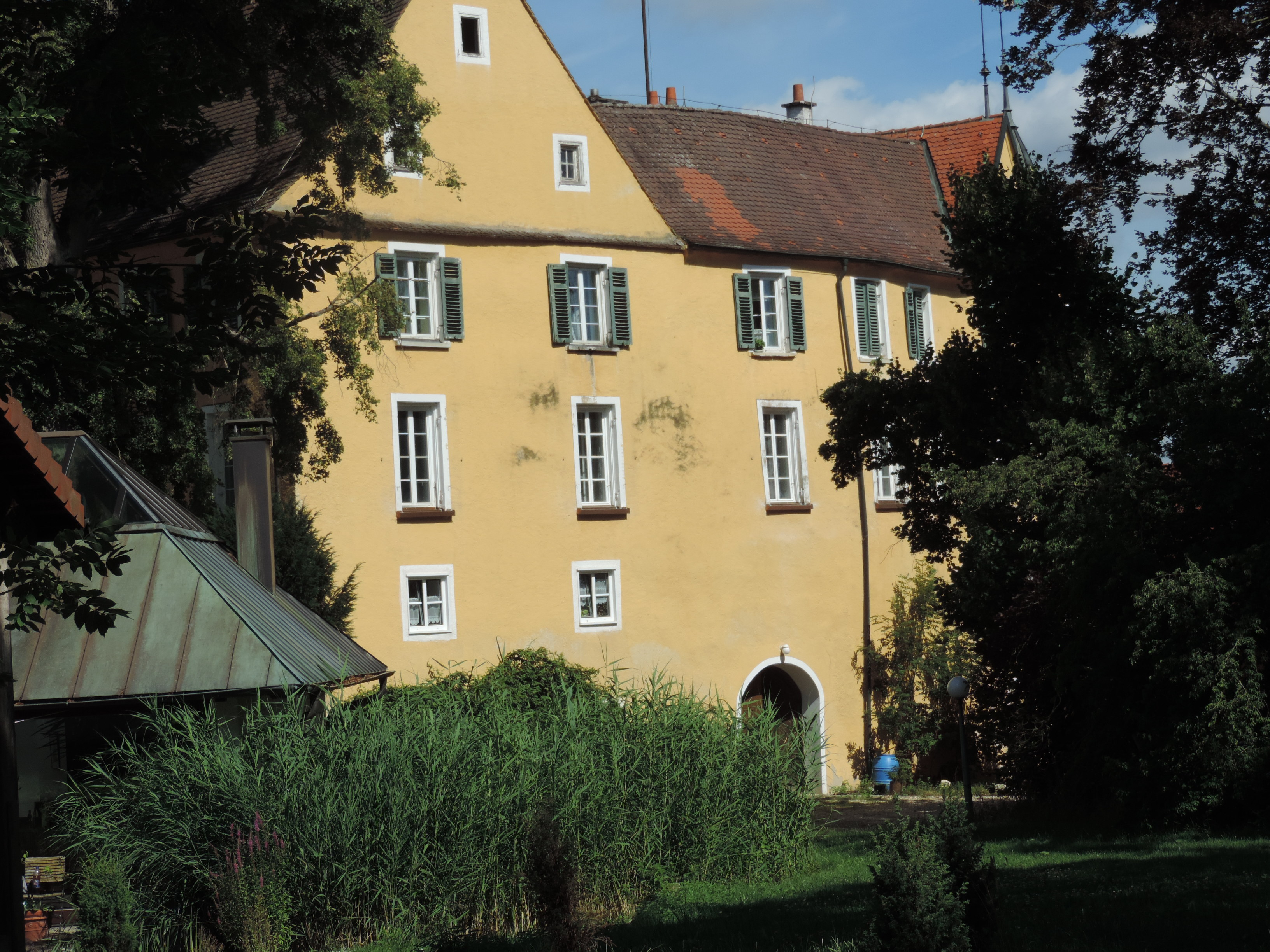
Ostseite des Schlosses (Aufnahme von 2014)

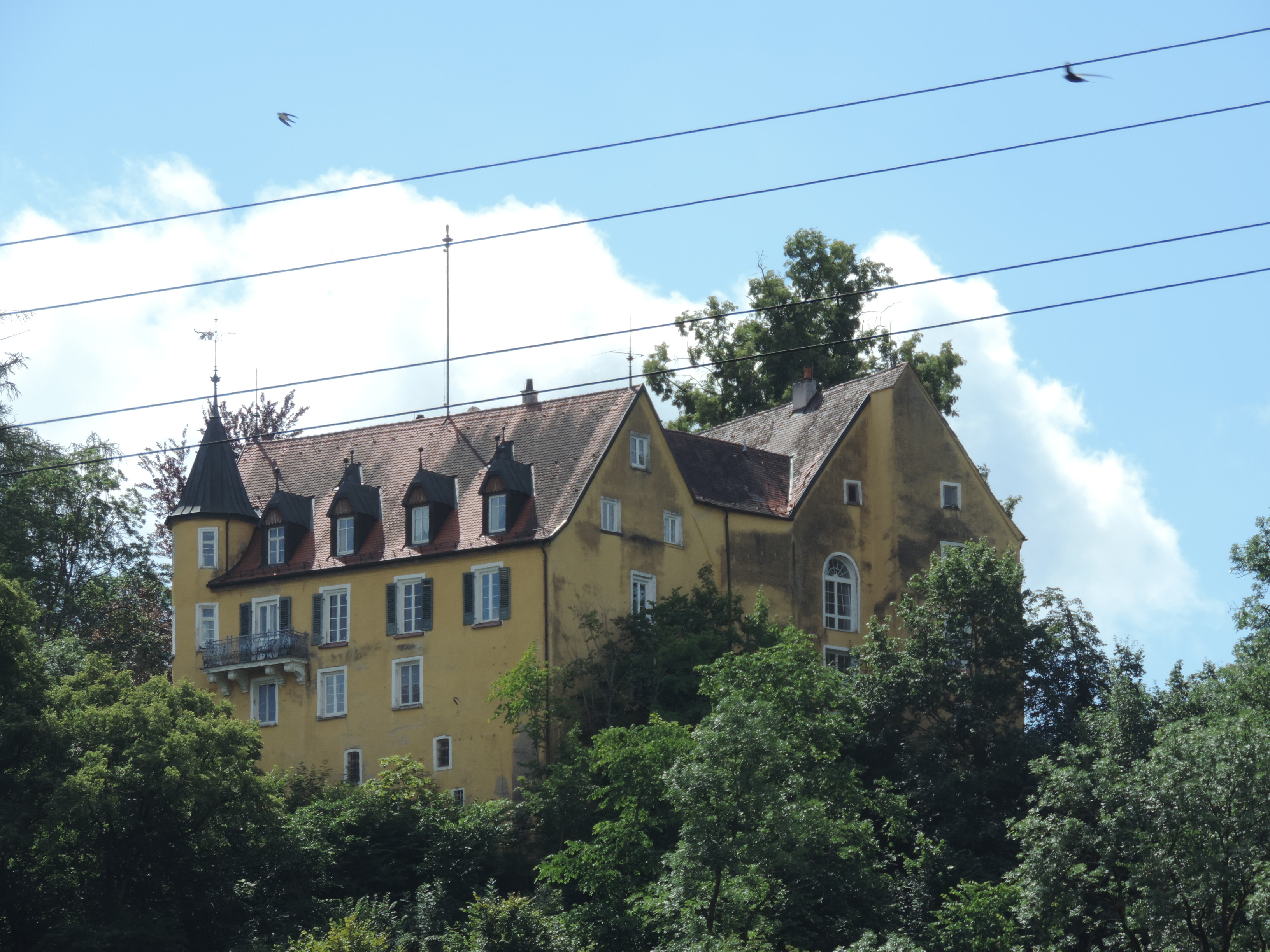
Blick auf das Schloss von Nordwesten mit Nord- und Westseite (Aufnahme von 2014)

Das Schloss Burgberg befindet sich am Südrand der Ortschaft Burgberg auf einer in das Hürbetal vorspringenden Talecke. Ort und Schloss gehören zu Giengen an der Brenz im Landkreis Heidenheim.

## Geschichte
Burgberg ist eine ehemalige Burg des Niederadelsgeschlechts der Ritter von Berg, die urkundlich erstmals 1425 als Burgbergk erwähnt wird. Das Rittergeschlecht stand in den Diensten der Markgrafen von Burgau und zeitweise der Grafen von Helfenstein. Um 1630 wurde die Anlage schwer verwüstet. 1664 ließ der neue Besitzer, Graf Joachim Gottfried von Grafeneck, das Schloss neu erbauen, ehe es 1728 an die Fürsten von Oettingen-Wallerstein überging. 1838 kaufte es Freiherr Edmund von Linden und ließ es um- und ausbauen.
Auf Schloss Burgberg wurde am 18. Juli 1869 Maria von Linden geboren, die als erste Frau den Professorentitel erhielt. Gräfin Maria von Linden, Enkelin von Edmund von Linden, sah sich 1936 aufgrund von hohen Prozesskosten und Abfindungssummen an Verwandte gezwungen, das Gut samt Schloss zu verkaufen.
Seit 1963 ist Familie Badmann die Eigentümerin.
Das Schloss besteht aus zwei viergeschossigen, traufständig zueinanderstehenden Gebäuden mit Satteldach, die von einem schmalen Hof getrennt werden. Im Schloss stecken Reste einer Burg, deren ehemalige Umfassungsmauer den Umriss der Anlage als unregelmäßiges Viereck bestimmt.